# Мармон, Франц
Франц Мармон (нем. Franz Marmon; 11 июня 1908, Зигмаринген, Германская империя — 2 октября 1954, Карлсруэ, ФРГ) — немецкий юрист, штурмбаннфюрер СС, начальник гестапо в Касселе и командир полиции безопасности и СД в Касселе.

## Биография
Франц Мармон родился 11 июня 1908 года в семье скульптора Франца Ксавьера Мармона. Посещал народную школу и гуманитарную гимназию в Зигмарингене, сдав в 1928 году экзамены на аттестат зрелости. Изучал право в университетах Мюнхена и Франкфурта-на-Майне. 3 декабря 1933 года сдал первый государственный экзамен. Проходил юридическую стажировку в окружной суде Зигмарингена, земельном суде во Франкфурте-на-Майне и в прокуратуре во Франкфурте-на-Майне. 4 октября 1938 года успешно сдал второй государственный экзамен.
С 1924 года был членом молодёжной организации «Бисмаркюгенд», во время учёбы вступил в немецко-католический студенческий союз. 1 марта 1933 года вступил в НСДАП (билет № 1536914). В июне 1933 года был зачислен в ряды СС (№ 89797).
С января 1936 года был сотрудником СД во Франкфурте-на-Майне. С 1938 года был руководителем одного из отделов в главном управлении по безопасности в Берлине, и параллельно с этим сдавал второй государственный экзамен в апелляционном суде Берлина.
Во время польской кампании недолгое время служил в составе одной из действующих айнзацгрупп и в октябре 1939 года был переведён в Прагу, где стал личным представителем командира полиции безопасности и СД имперского протектората Богемии и Моравии Вальтера Шталекера, а также осуществлял связь между ним и рейхспротектором Константином фон Нейратом. В 1940 году поступил на государственную службу и в то же время был переведен в управление государственной полиции в Праге.
С осени 1941 по март 1943 года служил в отделении гестапо в Мюнхене. Мармон принимал участие в первой депортации евреев из Мюнхена в ноябре 1941 года. Весной 1943 года был переведён в ведомство командира полиции безопасности и СД Белграда, где преимущественно занимался вопросами разведки и возглавлял разведотделение в Албании. 1 апреля 1944 года стал заместителем руководителя мюнхенском гестапо.
16 августа 1944 года Эрнст Кальтенбруннер назначил его начальником гестапо в Касселе. Официально Мармон вступил в должность в январе 1945 года. С марта 1945 года был командиром полиции безопасности и СД в Касселе. На этом посту нёс ответственность за военные преступления:
- 29 марта 1945 года 28 заключённых трудового лагеря Брайтенау были убиты сотрудниками гестапо и СС в Фульдаберге[4].
- 30 марта 1945 года сотрудниками гестапо в Касселе было убито 12 заключённых тюрьмы Вельхайдена.
- 31 марта 1945 года 78 итальянских рабочих были застрелены сотрудниками гестапо за разграбление поезда вермахта[3].

### После войны
В начале апреля 1945 года Мармон вместе с другими членами полиции безопасности бежал через Витценхаузен в горы Гарц. Мармон скрывался под именем Петер Вример, работал коммивояжером на фабрике по производству кровельного картона и жил в Райнхсхайме. В начале августа 1950 года был арестован в Вайблингене. Ему было предъявлено обвинение в незаконных приказах, отданных в конце войны. На суде Мармон заявил, что он действовал по указанию Главного управления имперской безопасности или, в случае с итальянскими рабочими, по указу Гиммлера. 5 февраля 1952 года был приговорён земельным судом Касселя к 2 годам тюремного заключения за непредумышленное убйиство и за «юридическую халатность». Он покинул зал суда как свободный человек, так как 2 года были отбыты в предварительном заключении. Умер в Касселе в 1954 году.